# Гексацианоферрат(II) кобальта
Гексацианоферрат(II) кобальта — комплексная соль кобальта и железистосинеродистой кислоты с формулой Co2[Fe(CN)6]. образует кристаллогидрат состава Co2[Fe(CN)6]•7H2O — серо-зелёные кристаллы, не растворяется в воде.

## Получение
- Реакция железистосинеродистой кислоты и хлорида кобальта(II):

{\displaystyle {\mathsf {2CoCl_{2}+H_{4}[Fe(CN)_{6}]\ {\xrightarrow {}}\ Co_{2}[Fe(CN)_{6}]\downarrow +4HCl}}}